# 细纹斑马
細紋斑馬（學名：Equus grevyi）又名格利威斑馬、狹紋斑馬，是三种斑马中体型最大的一种。分布于非洲的肯尼亚和埃塞俄比亚。与其他斑马相比，细纹斑马的个子较高，耳较大，斑纹则更加狭窄，差别较为明显，相对而言，细纹斑马与驴的亲缘关系较接近。细纹斑马与平原斑馬（普通斑馬）的分布范围有所重叠。

## 特征

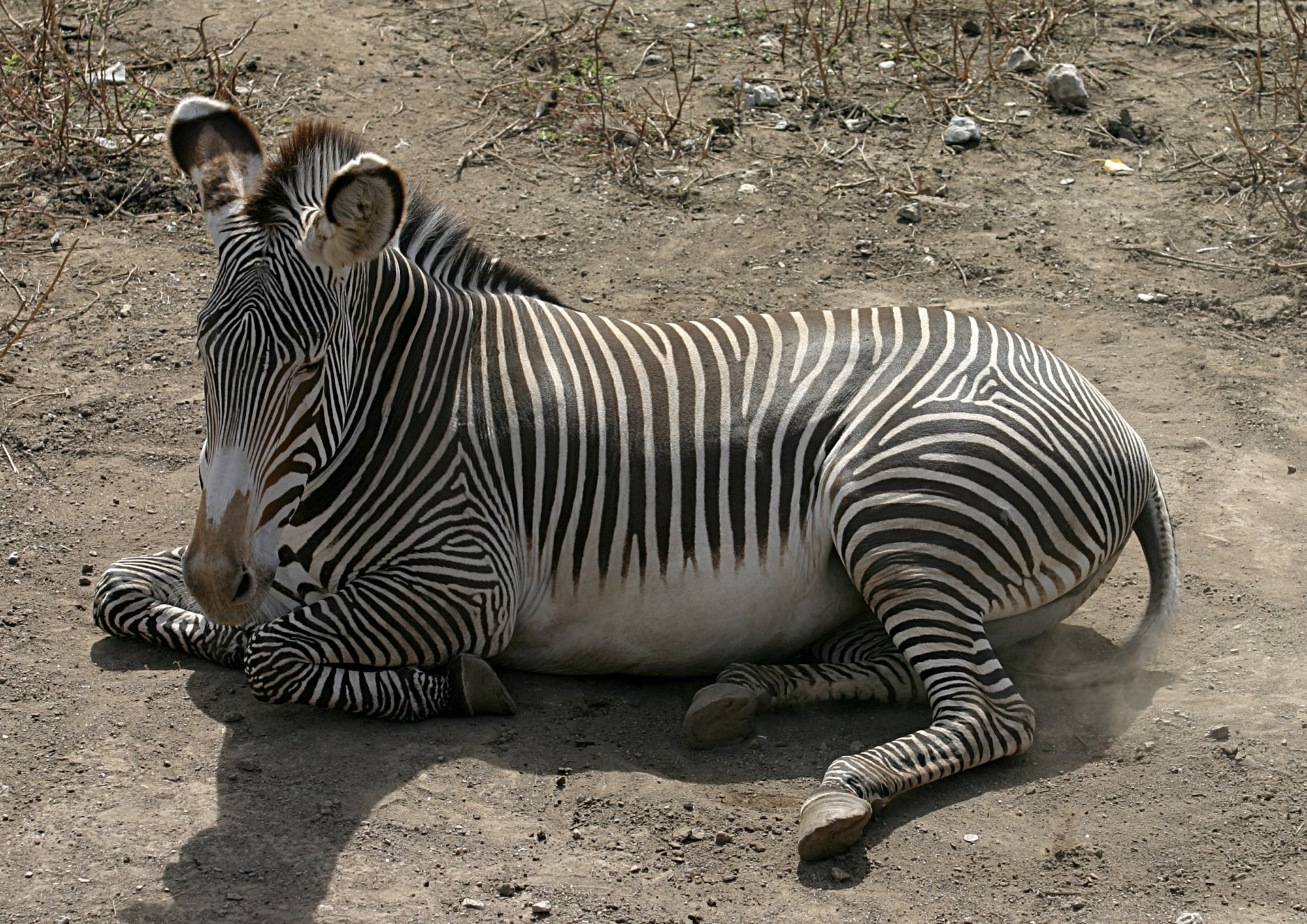
动物园里的细纹斑马

细纹斑马是所有马科动物中最大的一种，体长为2.5-3米，尾长38-75厘米，肩高1.25-1.6米。体重为350-450千克。斑纹及间距都十分窄小，一直到蹄部都有，颈部较宽，下腹部和尾根部没有斑纹。耳很大，呈圆锥形。头部长而窄，形状十分接近骡。鬃毛较长并竖立。

## 食性
主要以草为食，同时也吃水果、灌木和树皮。每天60%以上的时间都被用于进食。

## 行为与繁殖
细纹斑马在行为上与驴有很多相似之处。比如，成年细纹斑马会在短期内组成小规模的种群。成年公斑马以独居为主，其领地范围为2-12 km²，比野驴的范围小些。

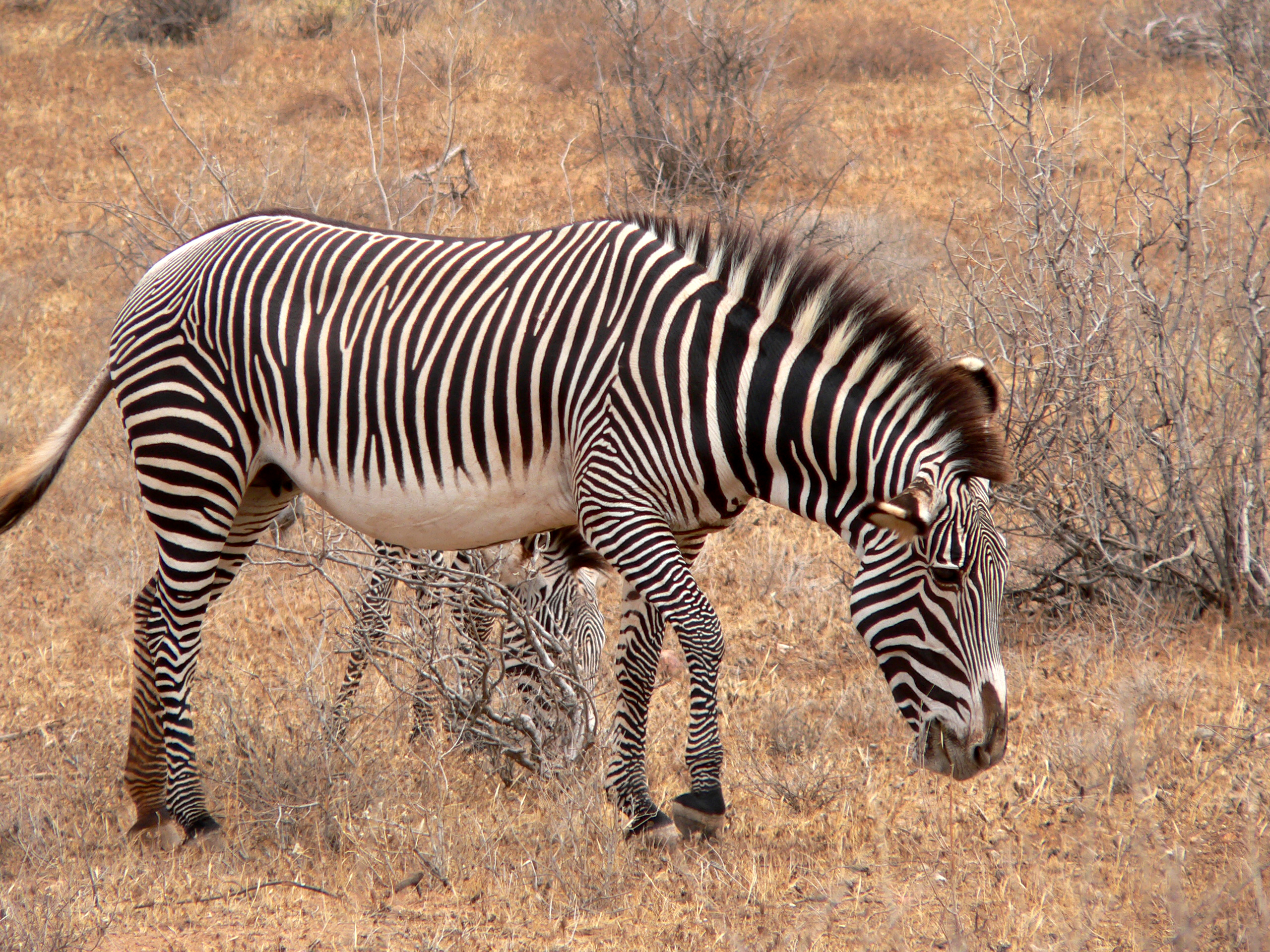
肯尼亚的母细纹斑马

领地主要由粪便来划定，母细纹斑马只与本领地内的公斑马交配。这种社会结构适应于细纹斑马生活的干燥的灌木林和平原地区。细纹斑马通过打斗来决定领地和交配权。
细纹斑马的孕期为350-400天，每胎僅产一仔。

## 保護及現況
目前的状况为濒危，面临的主要威胁来自偷猎。细纹斑马的皮毛可以在市场上卖到极高的价格。同时栖息地的破坏、人类的干扰以及其他动物的竞争，也是细纹斑马数量减少的重要因素。目前全世界野外生存的细纹斑马大约还有2500头左右。不过，全世界动物园中的斑马很多都是细纹斑马。